# Nachtmarkt (Riga)

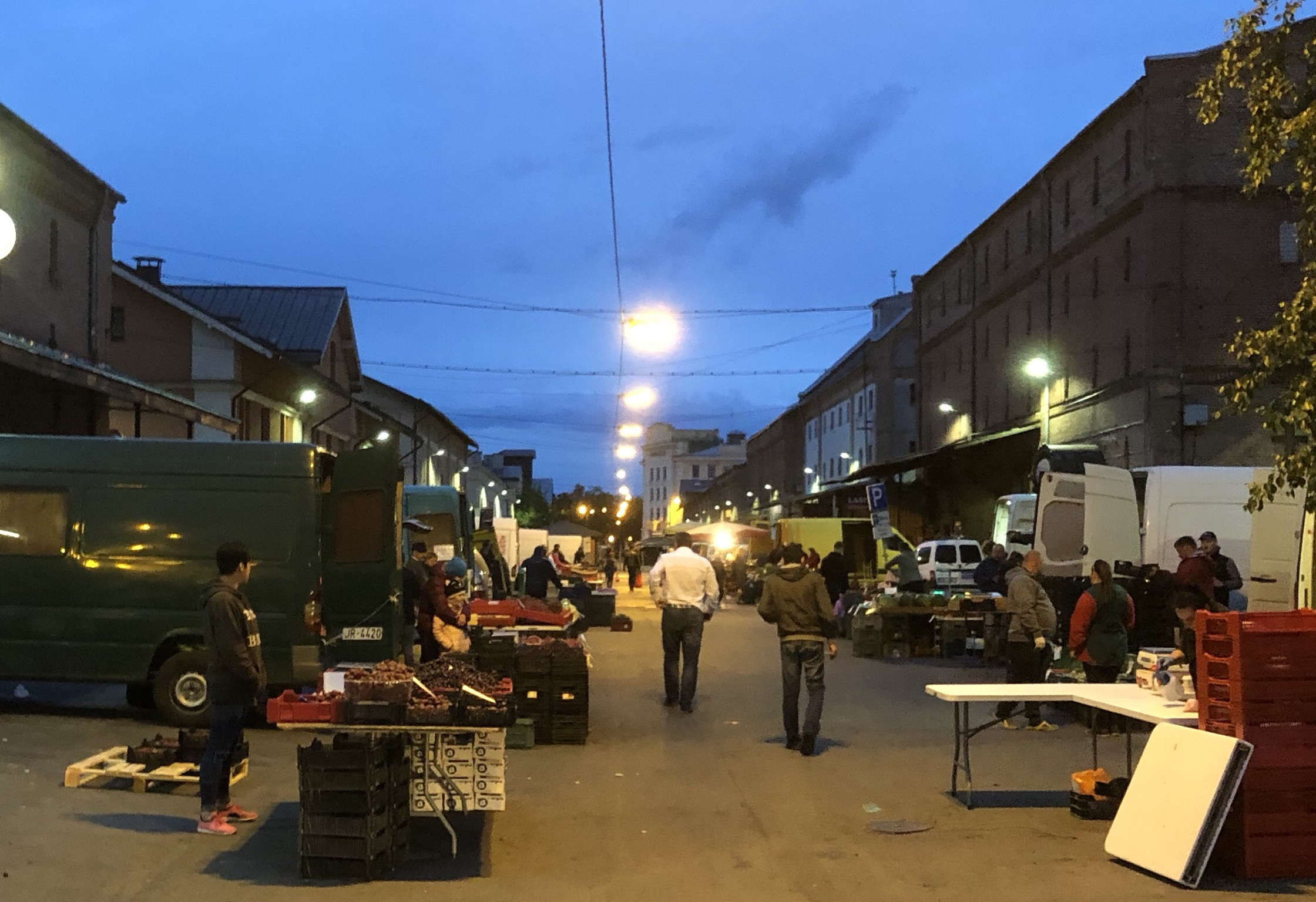
Nachtmarkt, 2018

Der Nachtmarkt (lettisch Nakts tirgus) ist ein Nachtmarkt in der lettischen Hauptstadt Riga.
Der Markt findet zu allen Jahreszeiten vom späten Abend bis in die frühen Morgenstunden in der Ambarenstraße (Spīķeru iela) im Bereich der Roten Speicher im Rigaer Stadtteil Moskauer Vorstadt statt.
Gehandelt werden landwirtschaftliche Produkte wie Gurken, Kartoffeln, Tomaten, Früchte und Kräuter. Angeboten werden die Waren von regionalen Bauern, die ihre Produkte etwa ab 21 Uhr anliefern. Außerhalb der Erntezeit wird auf Gewächshausware zurückgegriffen.